# Cornelis Troost
Pour les articles homonymes, voir Troost.
Cornelis Troost, né le 8 octobre 1696 à Amsterdam, et mort le 7 mars 1750 dans sa ville natale, est un peintre néerlandais. Selon Fuchs, c'était l'artiste le plus doué et le plus varié de sa génération, celle qui succède à l'âge d'or de la peinture néerlandaise du siècle précédent. En dehors des Pays-Bas, Troost est toutefois moins connu que les grands peintres de l'âge d'or.

## Biographie
Troost reçoit une formation d'acteur, mais l'abandonne en 1723.

## Œuvre
Artiste brillant et doué, excellent pastelliste et fort bon peintre, il a surtout choisi des sujets dans la haute société et le théâtre.
Un de ses premiers dessins est le prince  Eugène de Savoie et l'éditeur et espion Louis Renard visitant un bordel chic d'Amsterdam. Son premier succès est un portrait de groupe dépeignant  Les inspecteurs du Collegium Medicum d'Amsterdam. Troost peint ensuite divers portraits, dont l'un de Herman Boerhaave, célèbre médecin de Leyde.
Il illustre des farces d'auteurs tels que Thomas Asselijn, un des plus célèbres de l'époque. Il est autant connu pour ses peintures d'acteurs dans des rôles célèbres que pour ses élégantes et spirituelles scènes de genre rococo.
Si l'œuvre de Troost est proche de William Hogarth auquel on le compare parfois et qui l'influença peut-être, elle dénote également l'influence d'artistes français tels que Watteau, Boucher et Lancret.
- Inspecteurs du Collegium Medicum à Amsterdam, 1724, huile sur toile, 40 × 49 cm, Rijksmuseum, Amsterdam[5]
- La Leçon anatomique de Willem Roëll (1700-1775), 1728, toile, peinture à l'huile, 198 × 310 cm, Musée d'Amsterdam[6]
- Portrait d'un membre de la famille Van der Mersch, 1736, huile sur panneau, 72 × 57 cm, Rijksmuseum, Amsterdam[7]
- Portrait de Jéronimus Tonneman et de son fils Jéronimus, 1736, 66 × 57 cm, National Gallery of Ireland, Dublin[8]
- Alexandre le Grand à la bataille du Granique contre les Perses, 1737, huile sur toile, 110 × 132 cm, Rijksmuseum, Amsterdam[9]
- Autoportrait, 1739, huile sur toile, 103 × 83 cm, Rijksmuseum, Amsterdam[10]
- L'Ambassadeur des fripons s'expose à la fenêtre de la taverne Bokki à Haarlemmerhout, 1739-1750, huile sur toile, 157 × 104 cm, Rijksmuseum, Amsterdam[11]
- Un jardin de ville à Amsterdam, 1740-1745, huile sur toile, 66 × 56 cm, Rijksmuseum, Amsterdam[12]
- Portrait de Joan Jacob Gouverneur général du Suriname, Maurice, passionné de poètes et de théâtre, 1741, pastel et gouache sur papier, 73 × 58 cm, Rijksmuseum, Amsterdam[13]
- Un couple faisant de la musique, 1743, huile sur panneau, 49 × 68 cm, Rijksmuseum, Amsterdam[14]
- La Feinte tristesse : première compagnie, onzième étape de la comédie The Discovered Virtue de David Lingelbach (1687), 1743, pastel, 66 × 53 cm, Rijksmuseum, Amsterdam
- Un jardin de ville à Amsterdam, vers 1745, 66 × 56 cm, Rijksmuseum, Amsterdam
- Le Dernier verre devant le château des buveurs, Collection Thyssen-Bentinck[15]
- Le Plaideur[15]
- Corps de garde avec des officiers la nuit, vers 1748, gouache, 33,8 x 49,8 cm, musée du Louvre[16].

"
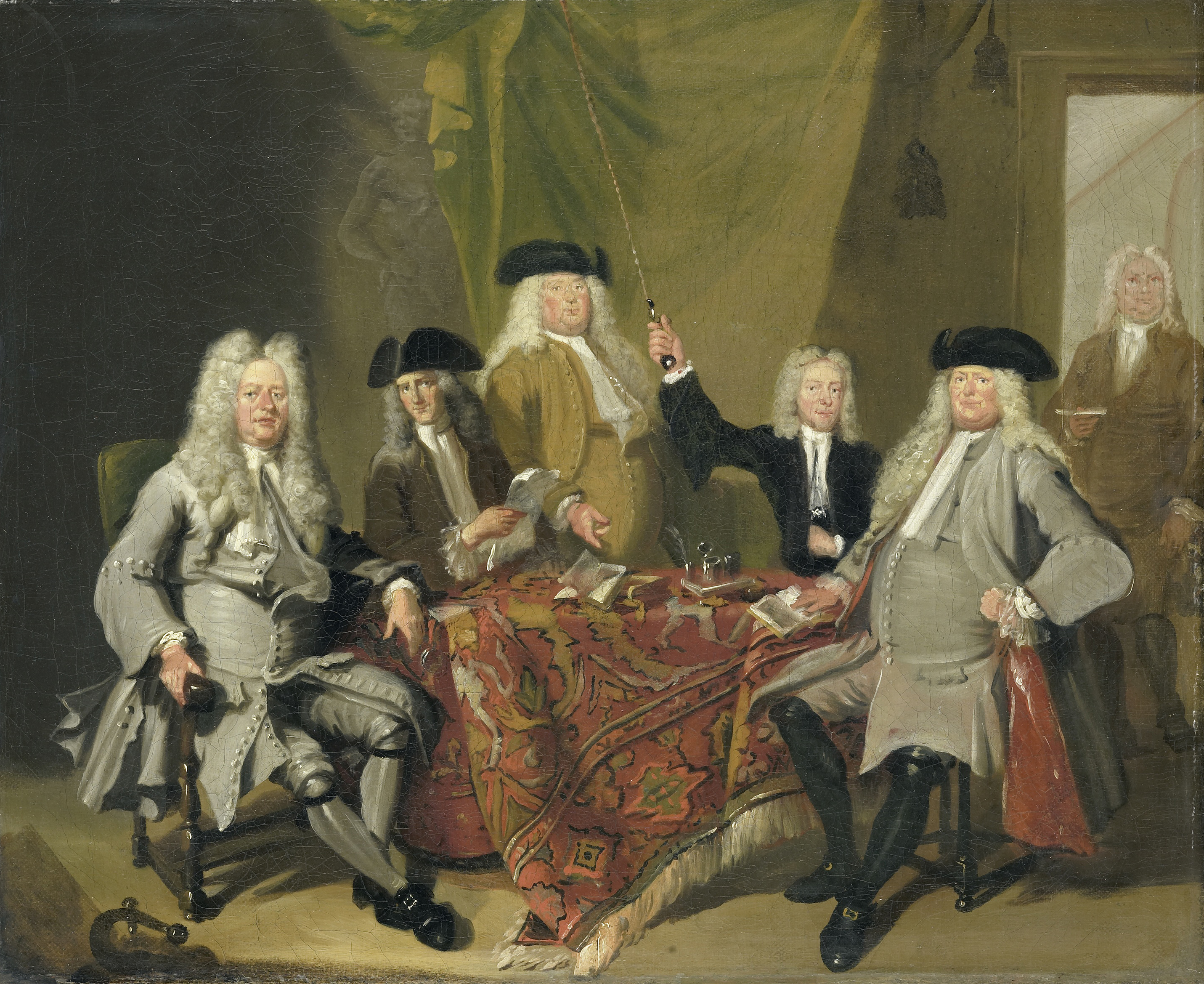
Collegium Medicum, 1724 Rijksmuseum, Amsterdam
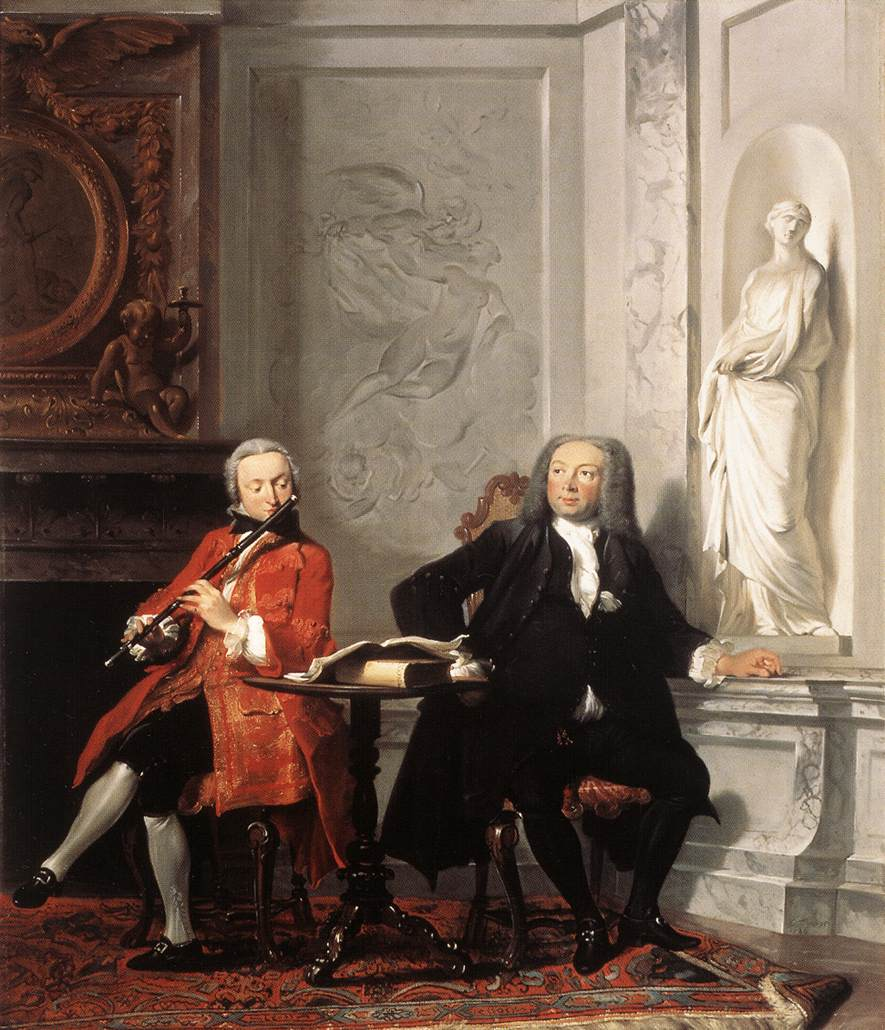
Jéronimus Tonneman et  son fils, 1736 National Gallery of Ireland
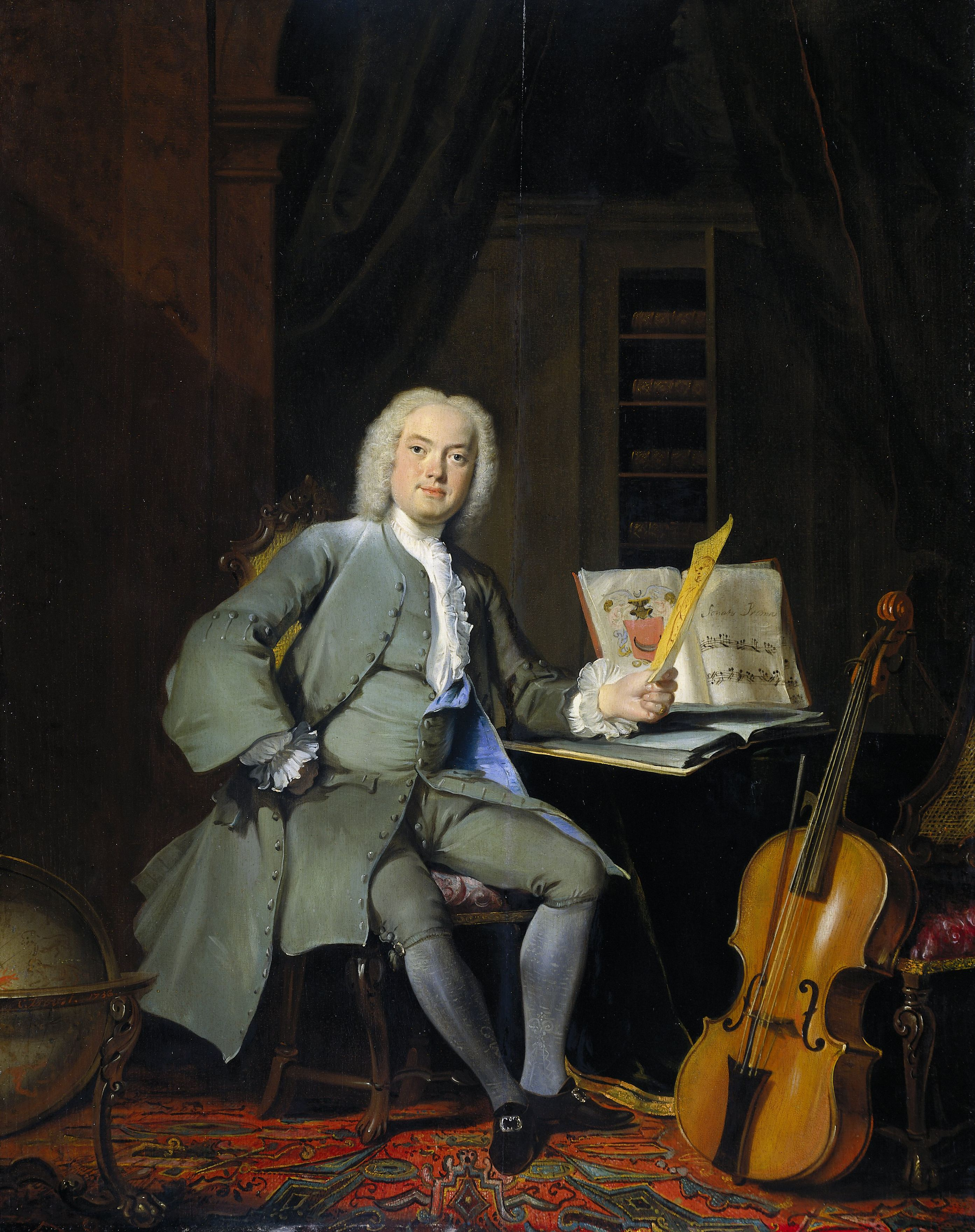
Membre de la famille Van der Mersch, 1736 Rijksmuseum, Amsterdam
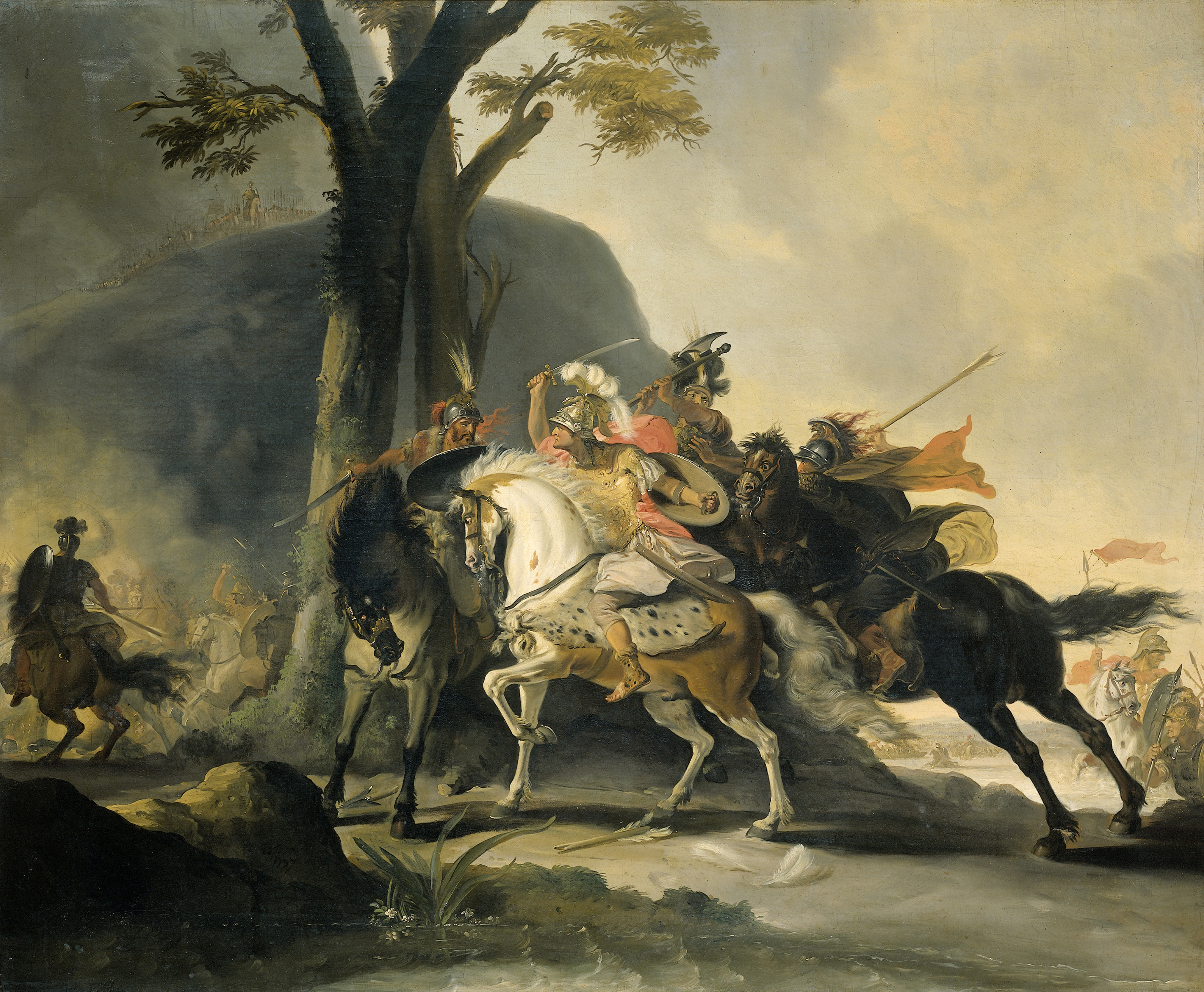
Alexandre le Grand, 1737 Rijksmuseum, Amsterdam
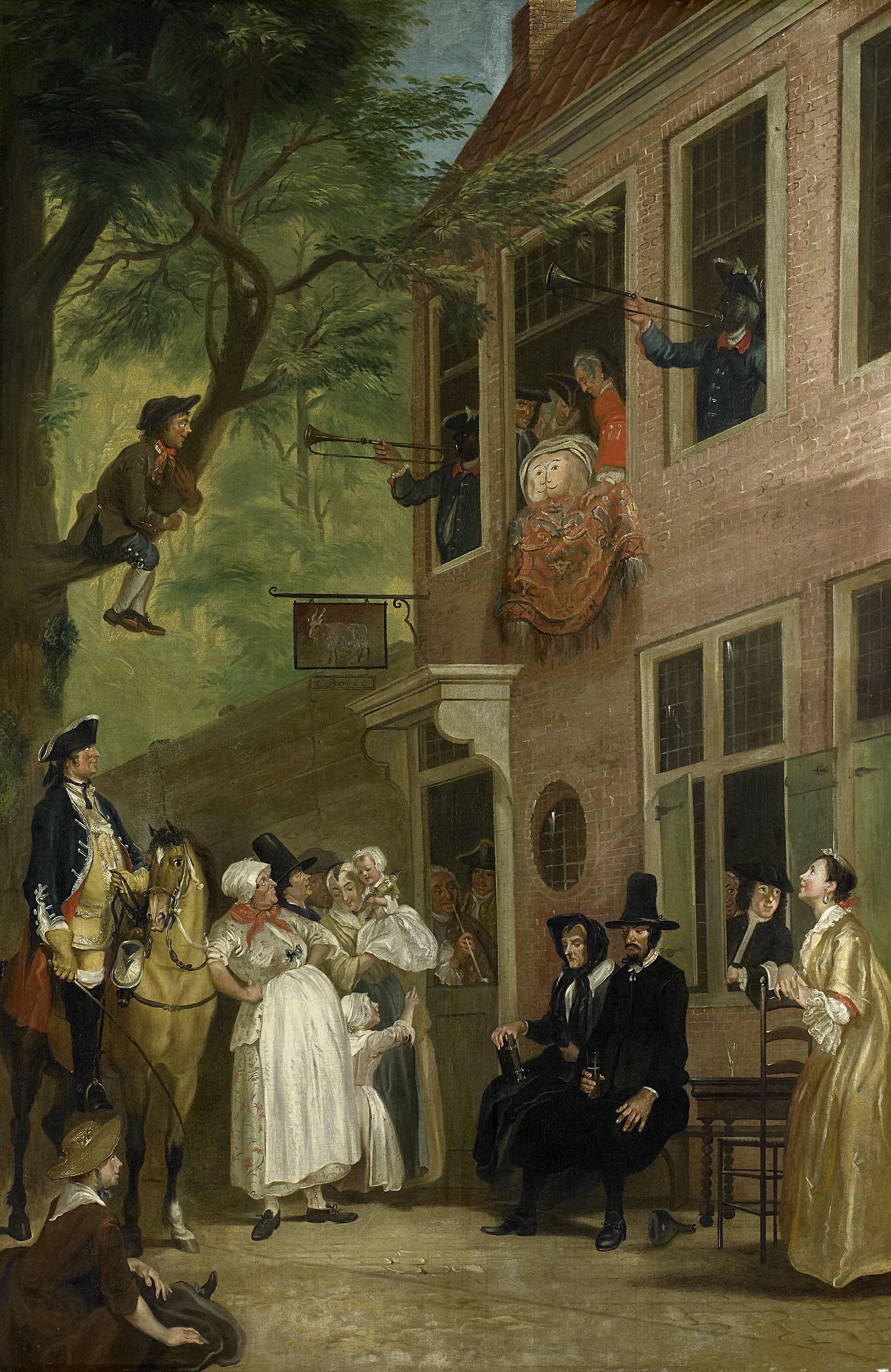
L'Ambassadeur des fripons, 1739-1750 Rijksmuseum, Amsterdam
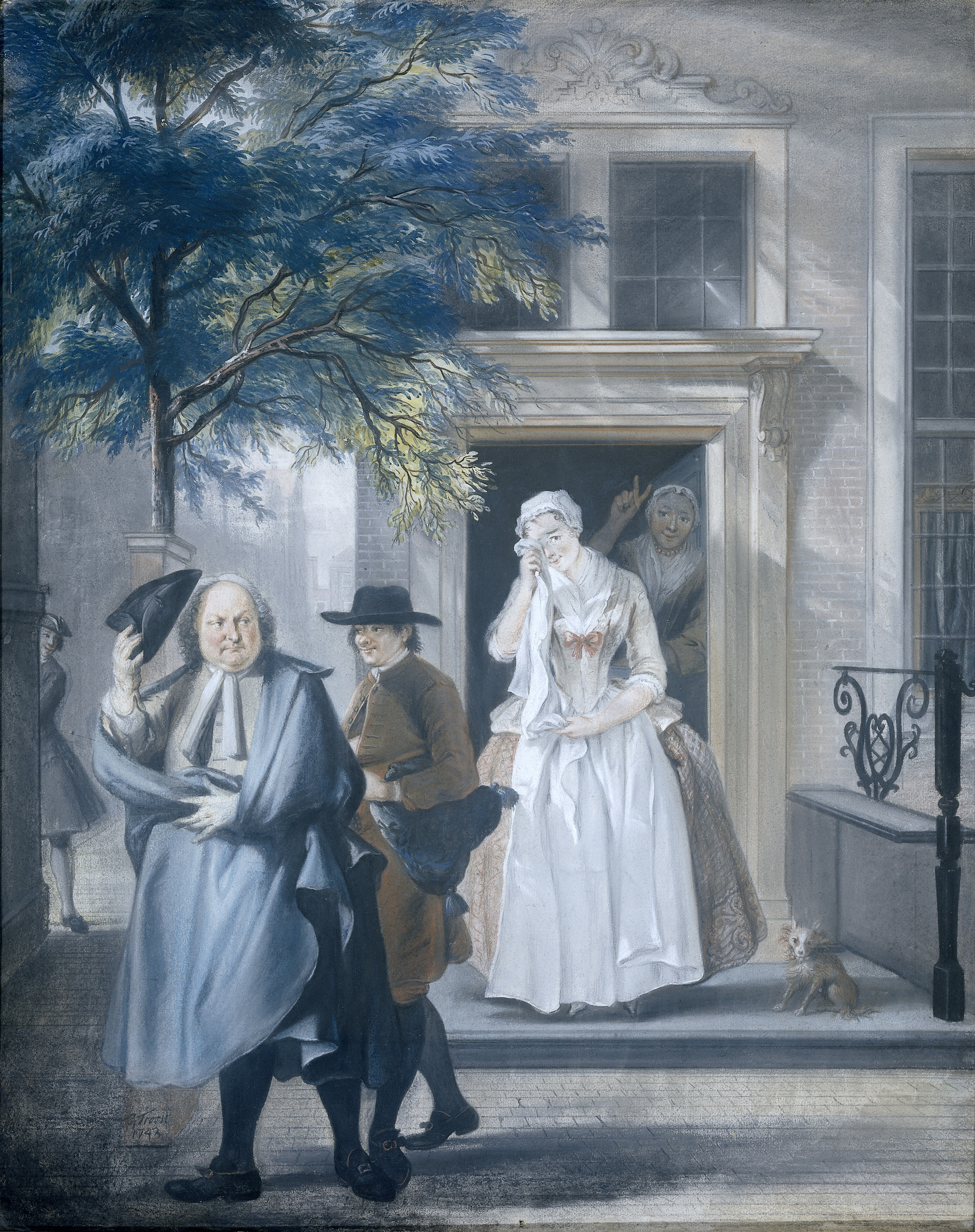
La Feinte tristesse pastel, 1743 Rijksmuseum, Amsterdam

### Série NELRI
Ayant une prédilection pour le pastel et l'aquarelle, il produit en 1740, une de ses œuvres les plus célèbres, une série de cinq images intitulée NELRI (Mauritshuis, La Haye). Le nom est dérivé des premières lettres d'une inscription latine qui accompagne cinq vues montrant les activités d'un groupe d'hommes pendant une nuit de retrouvailles.

NELRI
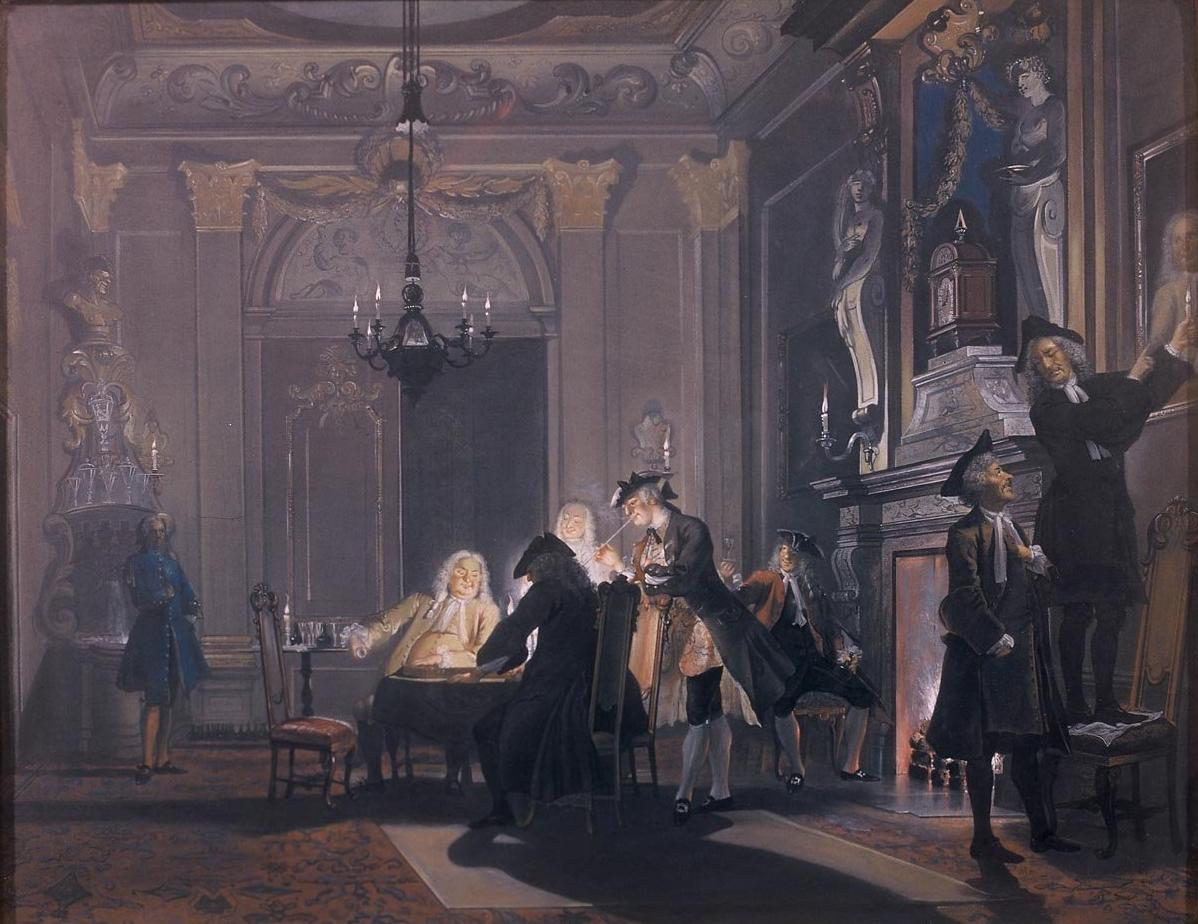
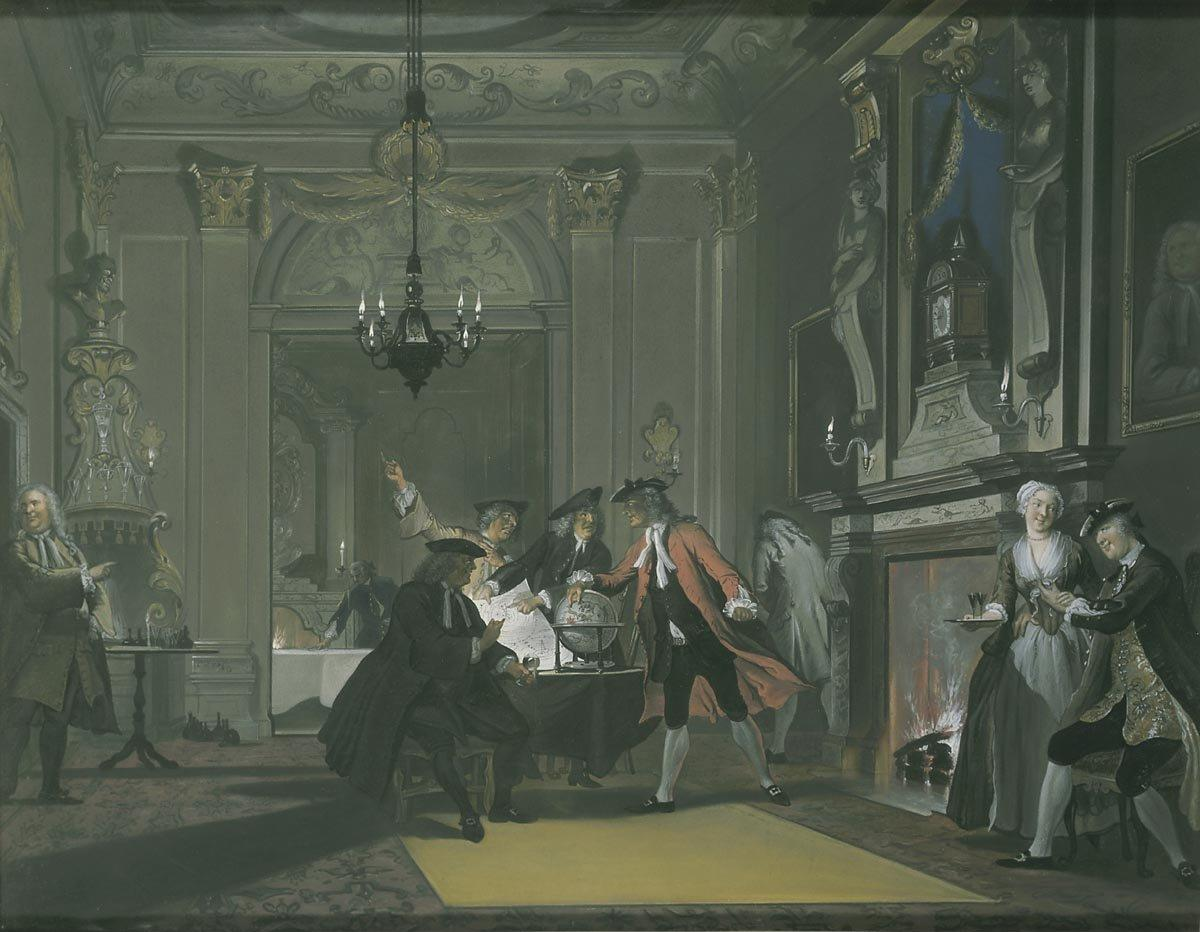
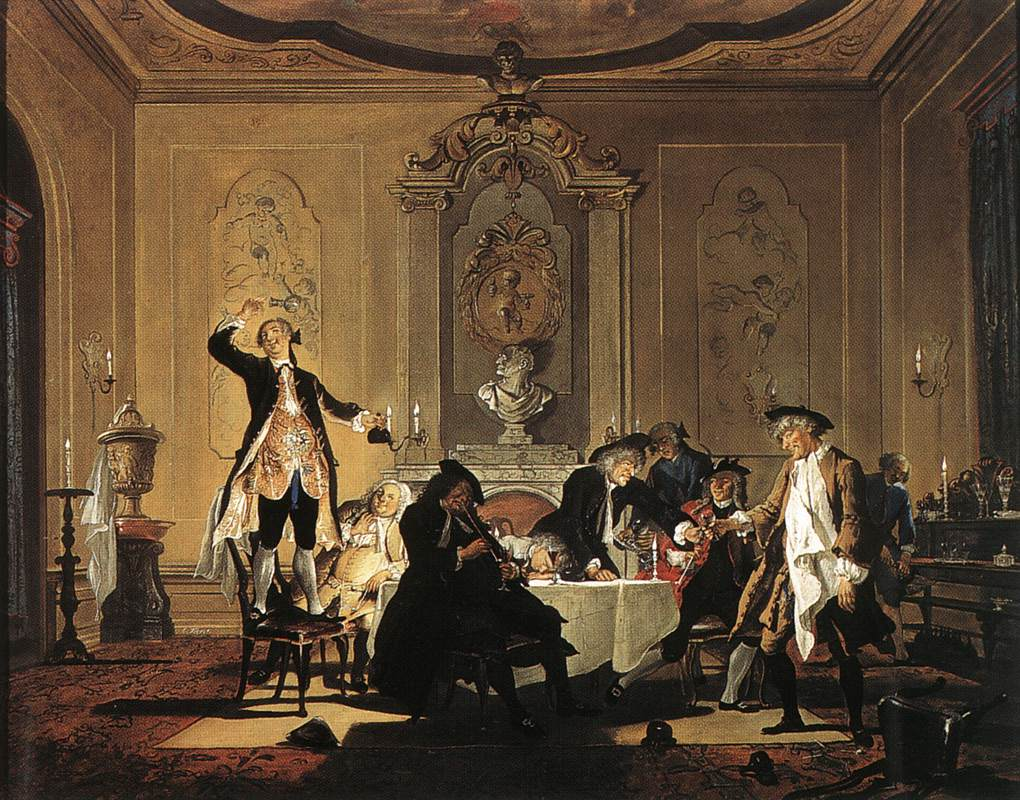
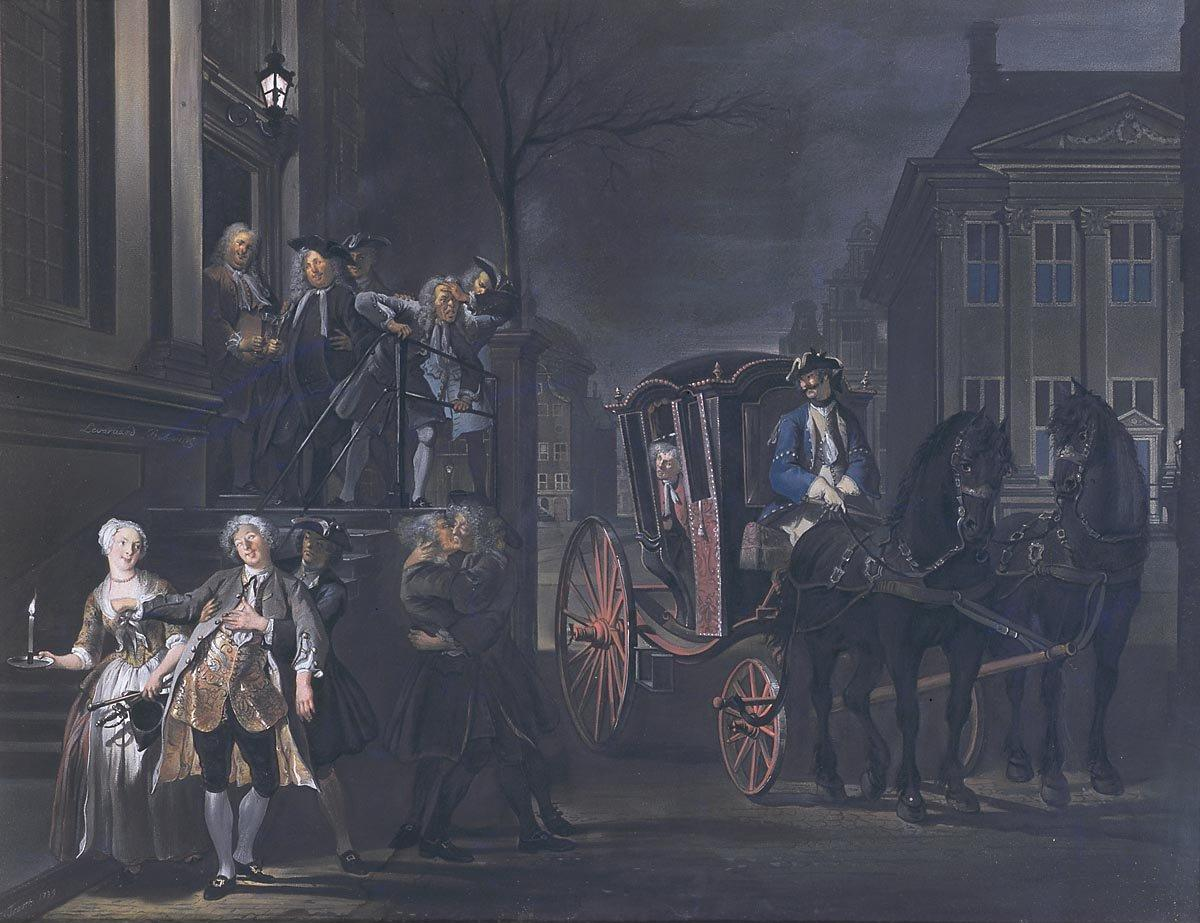